# Борм
Борм (або Борі́м, дав.-гр. Βῶρμος або Βώριμος) — персонаж давньогрецької міфології, син царя анатолійського племені маріандінів Упія (за іншою версією — Тітія).
Був надзвичайної краси. Коли він вирушив за водою для женців, що працювали на його батька, Борма назавжди викрала наяда цього джерела. З того часу, люди, що живуть у Віфінії, щорічно відзначали його пам'ять під час збирання врожаю з жалібними піснями у супроводі флейт. 